# عامر زهر

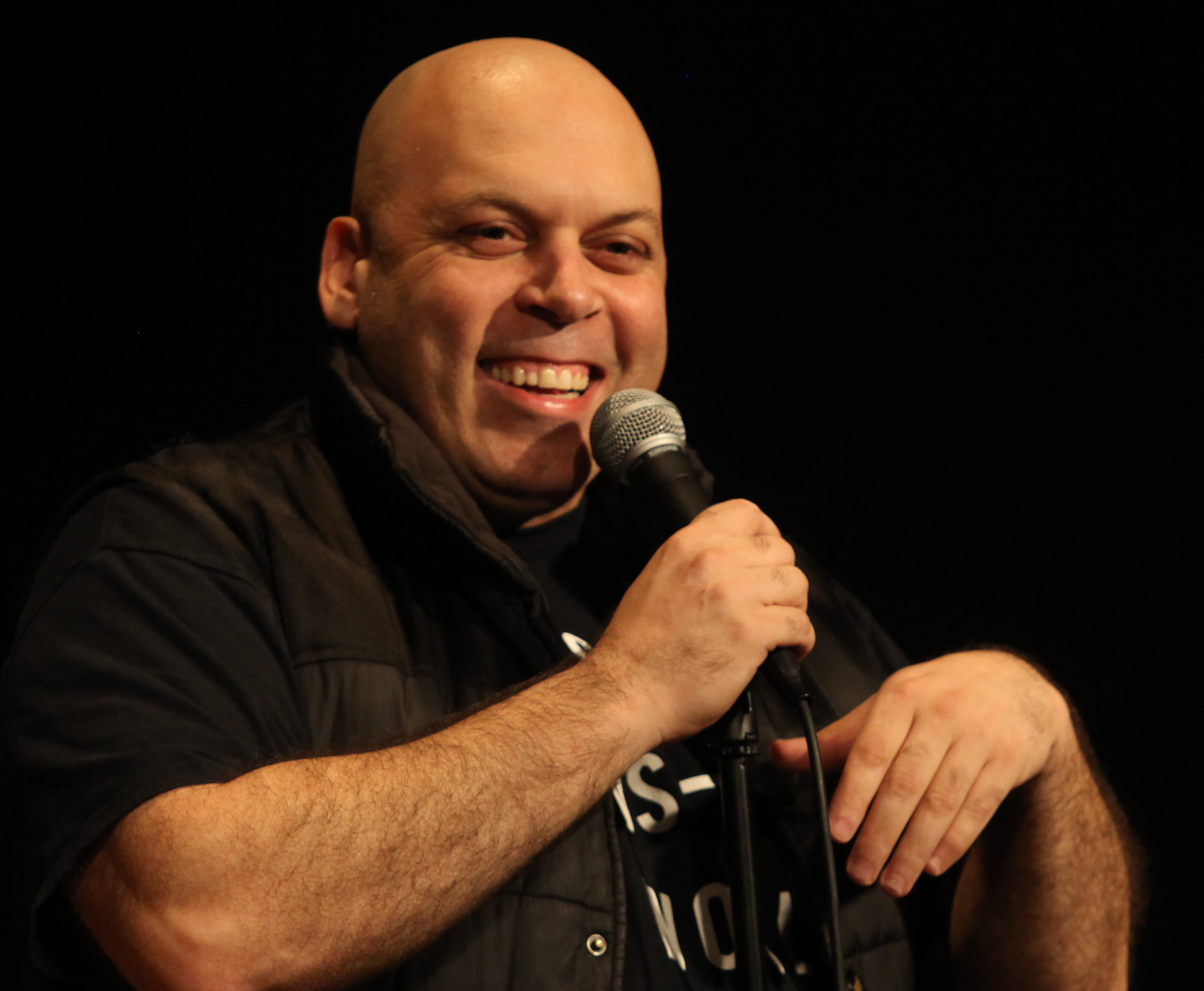
عامر زهر في ديربورن عام 2017 يقدم عرضا في المتحف العربي الأمريكي الوطني

عامر زهر (ولد في الأردن عام 1977) هو كوميدي فلسطيني أمريكي، وكاتب، ومخرج أفلام، وناشط سياسي، وأستاذ مساعد في جامعة ديترويت ميرسي. يعيش الآن في ديربورن، ميشيغان.

## نشأته وتعليمه
ولد في الأردن لعائلة فلسطينية لجأت في حرب 1948 من الناصرة، وهاجر في الثالثة من عمره مع أسرته إلى الولايات المتحدة.   درس التاريخ في جامعة ميشيغان ونال منها شهادة الماجستير في دراسات الشرق الأوسط وشمال أفريقيا، والدكتوراه. وهو أستاذ مساعد في كلية الحقوق فيها، متخصص في قضايا المسلمين الأمريكيين.

## أعماله الفنية ونشاطه السياسي
ظهر متحدثا وكوميديا في فعاليات جماهيرية وبرامج إذاعية ومتلفزة مختلفة في أنحاء الولايات المتحدة الأمريكية، وكندا والمنطقة العربية في مواضيع تتعلق بالعرب والمسلمين في أمريكا.
في عام 2013، أسس زهر مهرجان ديربون ضحكات الكوميدي السنوي (بالإنجليزية: 1001 Laughs Dearborn Comedy Festival)‏،  وفي عام 2015 بادر لتنظيم مهرجان كوميدي في رام الله وبيت لحم والقدس دام لخمسة أيام وشارك فيه عشرات الكوميديين الأمريكيين.
في عام 2016، عمل زهر في حملة مرشح الرئاسة بيرني ساندرز الانتخابية. 
كتب «كونك فلسطيني يجعلني ابتسم»، وأخرج الفيلم الوثائقي «نحن لسنا بيضاً»، الذي صدر في أغسطس 2017 ويتناول بطريقة تعليمية كوميدية محاولات عرب أمريكيين الحصول على تصنيف عرقي في خانات التفكير الأمريكي.   
يقدم الٱن البرنامج الأسبوعي "أميركا خارج الصندوق" في قناة التلفزيون العربي.